# Ejido San Lorenzo Cuauhtenco
Ejido San Lorenzo Cuauhtenco är en ort i Mexiko.   Den ligger i kommunen Zinacantepec och delstaten Mexiko, i den sydöstra delen av landet, 70 km väster om huvudstaden Mexico City. Ejido San Lorenzo Cuauhtenco ligger 2 745 meter över havet och antalet invånare är 8 024.
Terrängen runt Ejido San Lorenzo Cuauhtenco är kuperad åt sydväst, men åt nordost är den platt. Runt Ejido San Lorenzo Cuauhtenco är det tätbefolkat, med 493 invånare per kvadratkilometer. Närmaste större samhälle är Toluca, 10,3 km öster om Ejido San Lorenzo Cuauhtenco. Trakten runt Ejido San Lorenzo Cuauhtenco består till största delen av jordbruksmark.